# Kayla Sanchez
Kayla Sanchez (ur. 7 kwietnia 2001 w Singapurze) – kanadyjska pływaczka specjalizująca się w stylu dowolnym, wicemistrzyni olimpijska i srebrna medalistka mistrzostw świata.

## Kariera
W kwietniu 2018 roku na igrzyskach Wspólnoty Narodów w Gold Coast zdobyła srebrne medale w sztafetach 4 × 100 i 4 × 200 m stylem dowolnym.
Cztery miesiące później podczas mistrzostw Pacyfiku w Tokio była trzecia w sztafetach kraulowych 4 × 100 i 4 × 200 m. Na dystansie 200 m stylem dowolnym zajęła piąte miejsce z czasem 1:57,23. W konkurencji 100 m stylem dowolnym uplasowała się na szóstej pozycji, uzyskawszy czas 53,68. Na 50 m stylem dowolnym była siódma (24,94).
Na mistrzostwach świata w Gwangju w 2019 roku zdobyła brązowe medale w sztafetach kobiet 4 × 100 i 4 × 200 m stylem dowolnym. 
W 2021 roku podczas igrzysk olimpijskich w Tokio na pierwszej zmianie sztafety 4 × 100 m stylem dowolnym uzyskała czas 53,42 i wraz z Margaret MacNeil, Rebeccą Smith i Penny Oleksiak zdobyła srebro. Płynęła również w wyścigu eliminacyjnym sztafet 4 × 100 m stylem zmiennym i otrzymała brązowy medal, gdy Kanadyjki zajęły w finale trzecie miejsce. W sztafecie 4 × 200 m stylem dowolnym uplasowała się na czwartej pozycji. W eliminacjach 100 m stylem dowolnym zajęła 10. miejsce z czasem 53,12 i zakwalifikowała się do półfinału, z którego jednak zrezygnowała. Na dystansie 50 m stylem dowolnym uplasowała się na 22. pozycji (24,93).